# Saint-Gérand-de-Vaux

Saint-Genest este o comună în departamentul Allier din centrul Franței. În 1 ianuarie 2022 avea o populație de 395 de locuitori.